# Fajão
Fajão ist eine Ortschaft und ehemalige Gemeinde in Portugal. Es ist eines der Schieferdörfer der Route der Aldeias do Xisto.

## Geografie
Der Ort liegt zwischen der Serra da Lousã und der Serra da Estrela, in den Ausläufern des Iberischen Scheidegebirges. Er ist etwa 20 km nördlich der Kreisstadt Pampilhosa da Serra, und etwa 60 km östlich von der Distrikthauptstadt Coimbra gelegen.

## Geschichte
Der Ort erhielt erstmals Stadtrechte (Foral) im Jahr 1233. Bis zu den Verwaltungsreformen 1855 war es Sitz eines eigenen Kreises, um seither zu Pampilhosa da Serra zu gehören.

## Kultur und Sehenswürdigkeiten
Der Ort ist für seine Schieferarchitektur bekannt und wurde 2001 in das neugeschaffene Programm der historischen Schieferdörfer aufgenommen, den Aldeias do Xisto.
Die Gemeindekirche (port.: Igreja Paroquial de Fajão) trägt den Namen Igreja de Nossa Senhora da Assunção (dt.: Kirche unserer Lieben Frau der Himmelfahrt). Im Jahr 1788 errichtet, steht sie heute unter Denkmalschutz.

## Wirtschaft
In der ohnehin als strukturschwach geltenden Region hatte die Gemeinde traditionell weitere Nachteile durch ihre Abgelegenheit und die für Landwirtschaft ungeeigneten Böden.
Heute sind Kleinindustrie und Handel, neben sozialen Einrichtungen, in der Gemeinde angesiedelt. Forstwirtschaft und Holzverarbeitung sind hier von Bedeutung. In Staudämmen und Windparks wird im Gemeindegebiet Strom produziert. Der Fremdenverkehr, insbesondere im Turismo rural und der Gastronomie, hat an Bedeutung gewonnen, seit der Ort zu den überregional vermarkteten Schieferdörfern der Aldeias do Xisto gehört.

## Verwaltung
Fajão war eine eigenständige Gemeinde (Freguesia) im Kreis (Concelho) von Pampilhosa da Serra.
Am 30. Juni 2011 hatte die Gemeinde 239 Einwohner auf einer Fläche von 65,8 km².

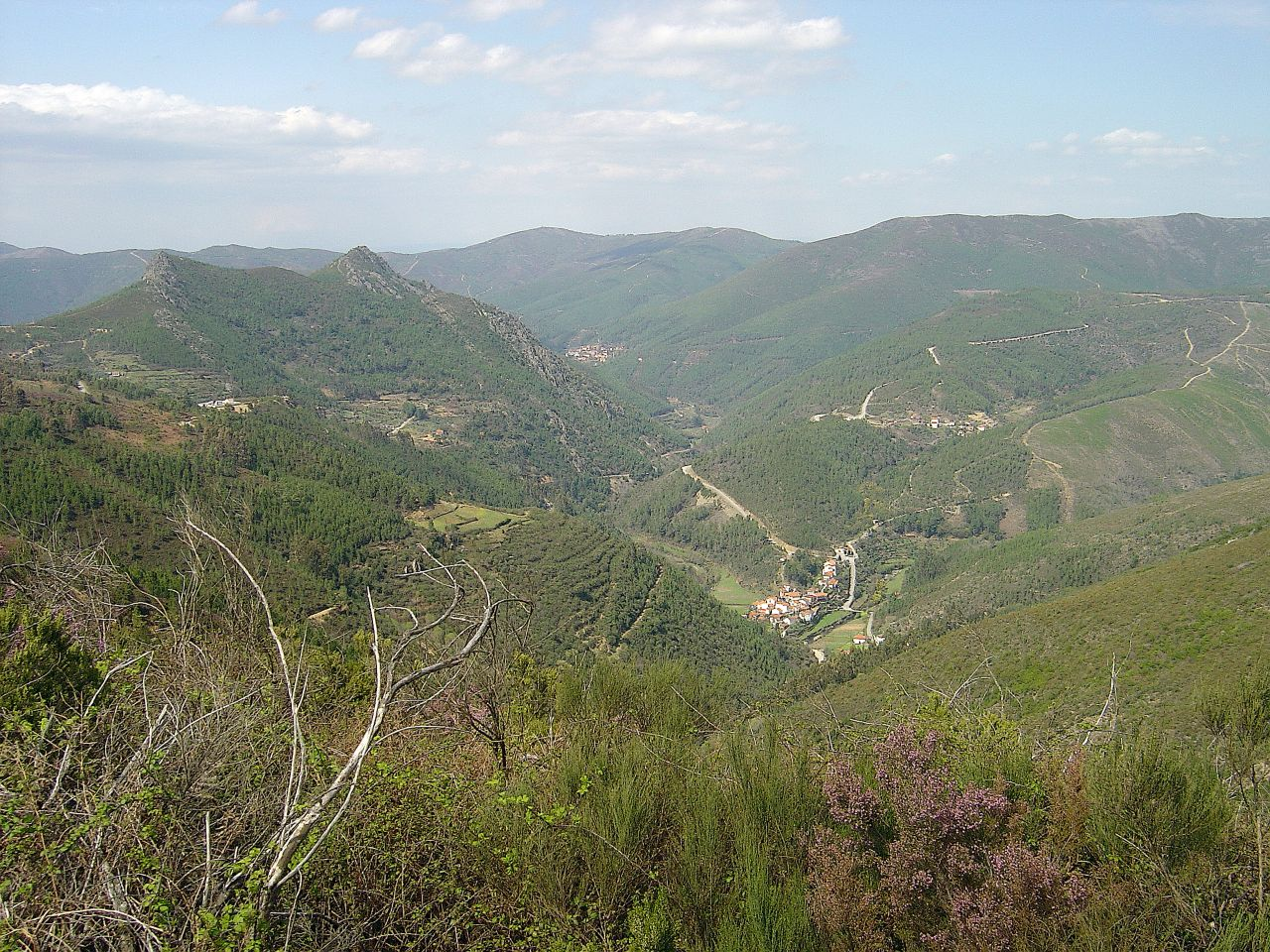
Landschaft rund um die Gemeinde Fajão

Die Gemeinde bestand aus folgenden Ortschaften:
- Boiças
- Camba
- Castanheira da Serra
- Cavaleiros de Baixo
- Cavaleiros de Cima, Ceiroco
- Ceiroquinho
- Covanca
- Fajão
- Gralhas
- Mata
- Ponte de Fajão
- Porto da Balsa
- Vale Pardieiro

Im Zuge der kommunalen Neuordnung Portugals am 29. September 2013 wurde die Gemeinde Fajão mit Vidual zur neuen Gemeinde Fajão — Vidual zusammengeschlossen. Sitz der neuen Gemeinde wurde Fajão.

## Söhne und Töchter
- José Acúrsio das Neves (1766–1834), Ökonom, Historiker und anti-liberaler Politiker
- Guilherme Filipe (1897–1971), Maler